# Ievan Polkka
«Ievan Polkka» (en finés savo: ‘La polca de Eva’) es una canción popular de polca finlandesa, basada en música tradicional, cuya letra fue publicada en 1928 por Eino Kettunen. La canción habla sobre un joven y Eva, que está bailando polca, y bailan toda la noche.

## Popularidad
Debido a su exposición viral en la cultura popular, «Ievan Polkka» se ha convertido en una de las canciones finlandesas más famosas del mundo. Muy popular después de la Segunda Guerra Mundial, la canción estuvo casi olvidada durante los años setenta y ochenta. Volvió a popularizarse después de una actuación a capela por el cuarteto finlandés Loituma, que lanzaron por primera vez en su álbum de debut, Loituma, en 1995. El álbum fue publicado en Estados Unidos como Things of Beauty en 1998.
La versión a capela de la canción adquirió mayor popularidad internacional como parte de un fenómeno de Internet en la primavera de 2006, cuando la Chica Loituma (también conocida como Leekspin), una animación Flash de la chica anime Orihime Inoue de la serie Bleach girando un puerro, vinculada a la «Ievan Polkka» cantada por Loituma, fue publicada en el LiveJournal ruso. En la animación solo se usan la segunda mitad de la quinta estrofa (cuatro líneas) y la sexta estrofa completa (ocho líneas). Se convirtió en un éxito global y la canción disfrutó pronto de una popularidad abrumadora como ringtone.
La canción también fue versionada por varios cantantes Vocaloid japoneses, como Megurine Luka y Rin y Len Kagamine, aunque tal vez la versión más famosa sea la de Miku Hatsune en 2007. Su popularidad ha servido para ser utilizada en el juego Hatsune Miku: Project DIVA 2 como la música del tutorial, y en el videojuego Just Dance 2016. También fue utilizada en el anuncio publicitario para promover el teléfono inteligente LG G5. En 2012, el grupo de folk metal finlandés Korpiklaani grabó una versión para su álbum Manala.
En diciembre de 2018 fue subido a YouTube un video en el cual Bilal Göregen, un músico turco con discapacidad visual, interpreta la canción tocando un darbuka. Posteriormente, en octubre de 2020 fue publicada en Twitter una versión del mismo video, en la que aparece CatJam/Vibing Cat (un fenómeno de internet, en el que se muestra a un gato moviendo la cabeza al ritmo de la música, que fue muy popular en Instagram y Reddit). Dicha versión fue subida por el mismo Göregen a su canal de Youtube en noviembre del mismo año.